# ТЕЦ Наванакорн (NNEG)
14°7′46″ пн. ш. 100°35′49″ сх. д. / 14.12944° пн. ш. 100.59694° сх. д.
ТЕЦ Наванакорн (NNEG) — теплоелектроцентраль, яка споруджена у тайській індустріальній зоні Наванакорн (дещо північніше від столиці країни Бангкоку).
В 2016 році на майданчику станції став до ладу парогазовий блок комбінованого циклу потужністю 125 (за іншими даними — 139) МВт, в якому дві газові турбіни потужністю по 45 МВт живлять через відповідну кількість котлів-утилізаторів одну парову турбіну з показником 35 МВт. Також ця черга має допоміжний котел продуктивністю 35 тон пари на годину. Станція отримала довгостроковий контракт на викуп 90 МВт потужності державною електроенергетичною компанією Electric Generating Authority of Thailand (EGAT), тоді як інша електроенергія та вироблена технологічна пара в обсягах 30 тон на годину постачається підприємствам індустріальної зони.
В 2020-му став до ладу парогазовий блок другої черги потужністю 60 МВт. У ньому одна газова турбіна живить через котел-утилізатор одну парову турбіну. Вироблена електроенергія та технологічна пара в обсягах 10 тон на годину постачається споживачам індустріальної зони.
Як паливо станція використовує природний газ. Індустріальна зона Наванакорн знаходиться поблизу газового хабу Ванг-Ной, ресурс до якого надходить через трубопроводи Бангпаконг – Вангной та Каенгкой — Вангной.
Проект реалізували через Nava Nakorn Elecricity Generating Company Limited (NNEG). 40 % цієї компанії належить Ratchaburi Electricity Generating Holding (також відома як RATCH), головним акціонером якої із часткою 45 % виступає згадана вище EGAT. Ще по 30 % в капіталі NNEG мають Global Power Synergy Public Company Limited (GSPC, електроенергетичний підрозділ тайського державного нафтогазового концерну PTT) та Nava Nakorn Public Company Limited (NNCL, девелопер, що опікується індустріальною зоною Наванакорн).
Можливо відзначити, що в тій же індустріальній зоні працює ТЕЦ Наванакорн від RATCH Cogeneration Company.